# Merchweiler
Merchweiler är en kommun i Landkreis Neunkirchen i det tyska förbundslandet Saarland. Merchweiler, som för första gången nämns i ett dokument från år 1291, har cirka 10 000 invånare år.
Merchweiler består av två Ortsteile: Merchweiler och Wemmetsweiler. De var fristånde kommuner innan 1 januari 1974.